# Tomas Mascardo

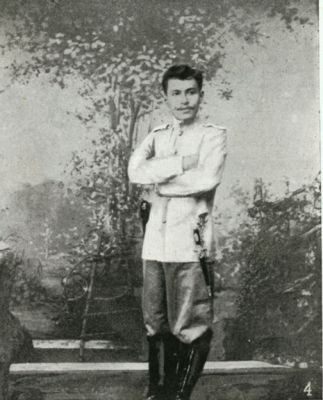
Tomas Mascardo

Tomas Mascardo (Kawit, 9 oktober 1871 – 7 juli 1932) was een Filipijns generaal ten tijde van de Filipijnse revolutie. Nadien was hij van 1910 tot 1912 gouverneur van de provincie Cavite.

## Biografie
Tomas Mascardo werd geboren in Kawit op 9 oktober 1871. Hij was een van de zeven kinderen van landeigenaar Valentin Mascardo en Dolores Echenique. Na zijn afstuderen aan de Escuela Normal in Manilla werd hij docent op een lokale lagere school in Cavite. Toen de Filipijnse revolutie in 1896 uitbrak, vocht Mascardo vanaf het begin mee. In de begindagen van de revolutie maakte hij indruk op generaal Emilio Aguinaldo bij een aanval op het Spaanse garnizoen in Tanauan, Batagas. Op 17 februari leidde hij een van de Filipijnse eenheden onder generaal Edilberto Evangelista tijdens de Slag om Zapote. Mascardo raakte daarbij gewond en Evangelista kwam om het leven door een vijandelijke sluipschutter.
Nadat Miguel Lledo door de Spanjaarden gevangengenomen was, werd Mascardo benoemd tot chef van de inlichtingen dienst in Manilla. Later, in de strijd tegen de nieuwe koloniale machthebbers de Verenigde Staten, volgde een benoeming tot opperbevelhebber van alle troepen in Pampanga, Bataan en Zambales. Toen Aguinaldo op 23 maart 1901 gevangen werd genomen door de Amerikanen stuurde hij Manuel Quezon, die in die tijd malaria had opgelopen en behoorlijk ziek was, eropuit om zich over te geven en uit te vinden of Aguinaldo daadwerkelijk gevangengenomen was en wat zijn orders waren voor het vervolg van de strijd. Toen Aguinaldo aangaf dat Mascardo naar eigen goeddunken kon handelen, gaf hij zich op 15 mei 1901 over aan de Amerikanen om verder bloedvergieten te voorkomen.
Nadat Mascardo door de Amerikanen was vrijgelaten keerde hij terug naar Cavite. Enkele jaren later werd hij overgehaald de politiek in te gaan en was hij van 1910 tot 1912 gouverneur van de provincie Cavite. 
In 1932 overleed Mascardo op 60-jarige leeftijd aan een hartaandoening. Hij was getrouwd met Carmen Topacio met wie hij zeven kinderen kreeg. 

## Bron
- Carlos Quirino, Who's who in Philippine history, Tahanan Books, Manilla (1995)